# (27470) Debrabeckett
(27470) Debrabeckett est un astéroïde de la ceinture principale.

## Description
(27470) Debrabeckett est un astéroïde de la ceinture principale. Il fut découvert le 5 avril 2000 à Socorro (Nouveau-Mexique) par le projet LINEAR. Il présente une orbite caractérisée par un demi-grand axe de 2,72 UA, une excentricité de 0,17 et une inclinaison de 5,0° par rapport à l'écliptique.

## Compléments